# Animatronic
Een animatronic is een pop die techniek bevat om te kunnen bewegen. Zonder aankleding lijkt hij op een robot, maar hij heeft meestal een exact voorgeprogrammeerde volgorde van bewegingen. Deze bewegingen kunnen hydraulisch gebeuren, maar ook met elektromotoren.
Animatronics worden vaak gebruikt om mensen en dieren in een show, film of attractie te zetten. Maar ook planten worden af en toe nagemaakt, zoals in Mystic Manor.
Animatronics worden toegepast in onder andere films en attractieparken. In attractieparken worden ze dan vooral in animatronicsshows en darkrides gebruikt om personages te laten bewegen. Een attractie waarin veel animatronics gebruikt worden is Fata Morgana in de Efteling, die er ruim 130 heeft.

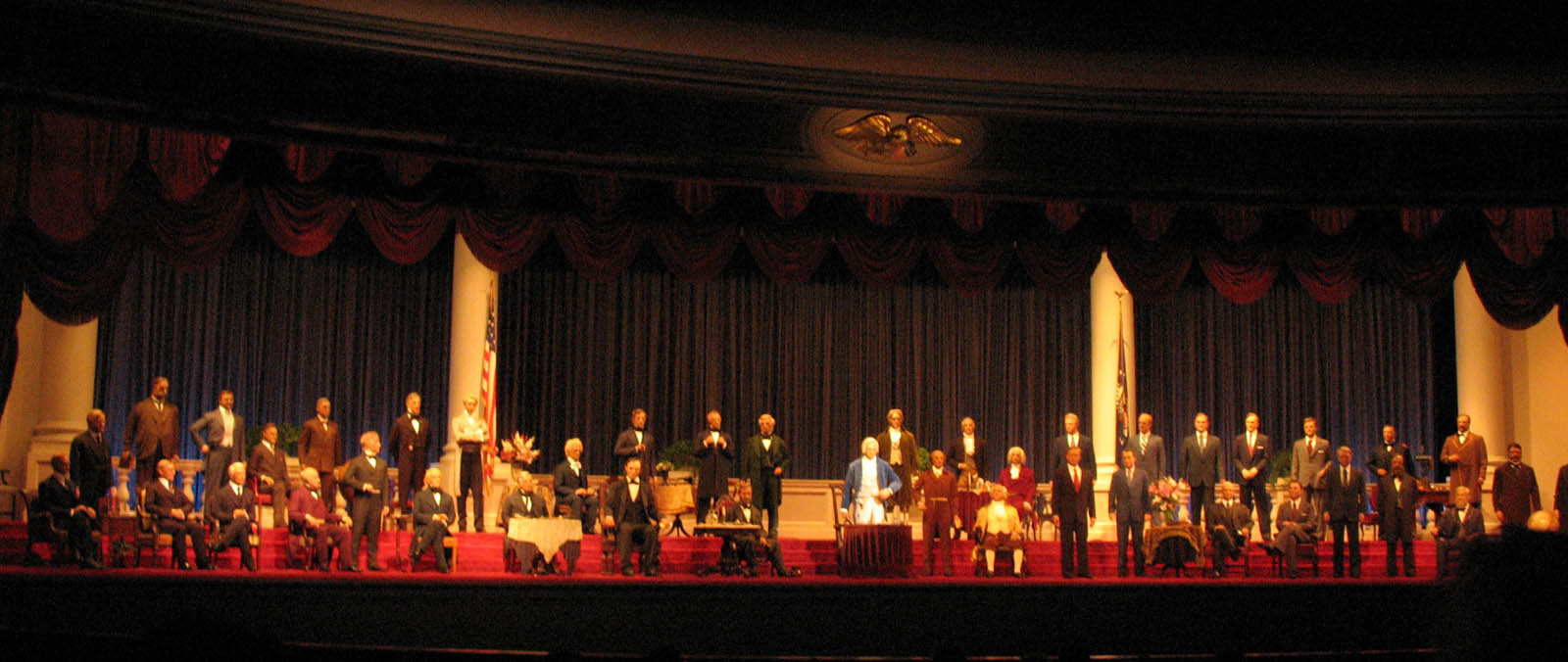
The hall of presidents in Disney's Magic kingdom

Filmmakers maken tegenwoordig veel gebruik van computertechnieken om een bepaald karakter te animeren, maar als een bepaald personage veelvuldig voorkomt of er veel interactie met de spelers nodig is kan een animatronic een stuk goedkoper en handiger zijn. Steven Spielberg gebruikte in Jurassic Park meerdere animatronics in de vorm van dinosauruskoppen. Ook de kop van de Hippogrief in de derde Harry Potterfilm is een animatronic.
Een enigszins realistische animatronic kan gemakkelijk duizenden en soms zelfs tienduizenden euro's kosten. 
In de attractie Hall of Presidents staan heel veel animatronics. Dat zie je op het plaatje hiernaast. Zoals in veel attracties worden animatronics gebruikt om een verhaal te vertellen. In deze attractie vertellen alle animatronics een verhaal. Alle presidenten van Amerika.

## Afbeeldingen

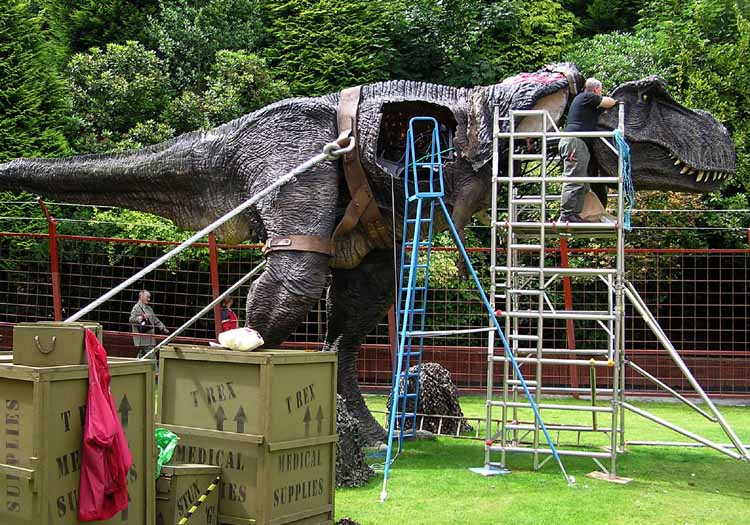
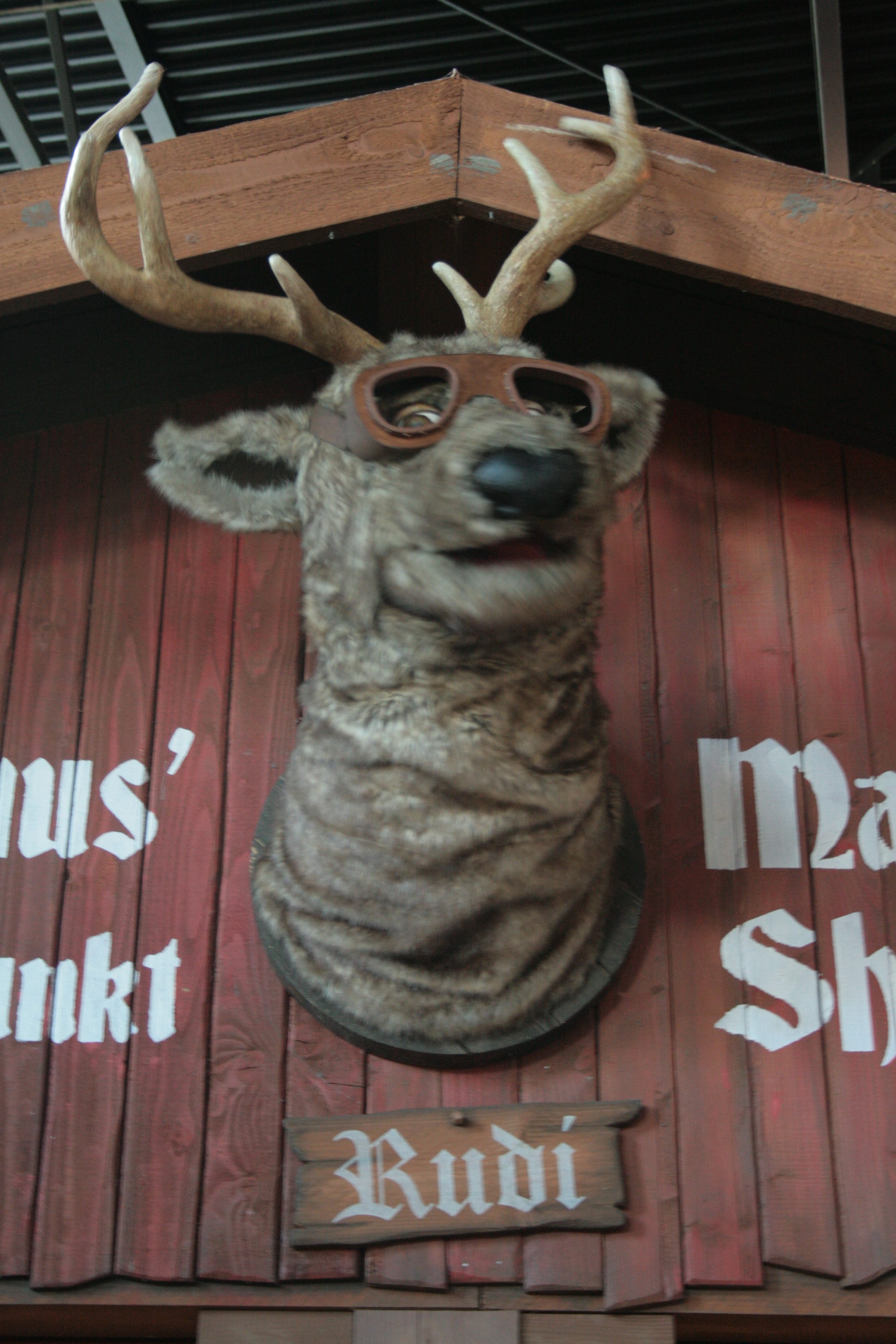
Animatronic van een rendier in Attractiepark Toverland
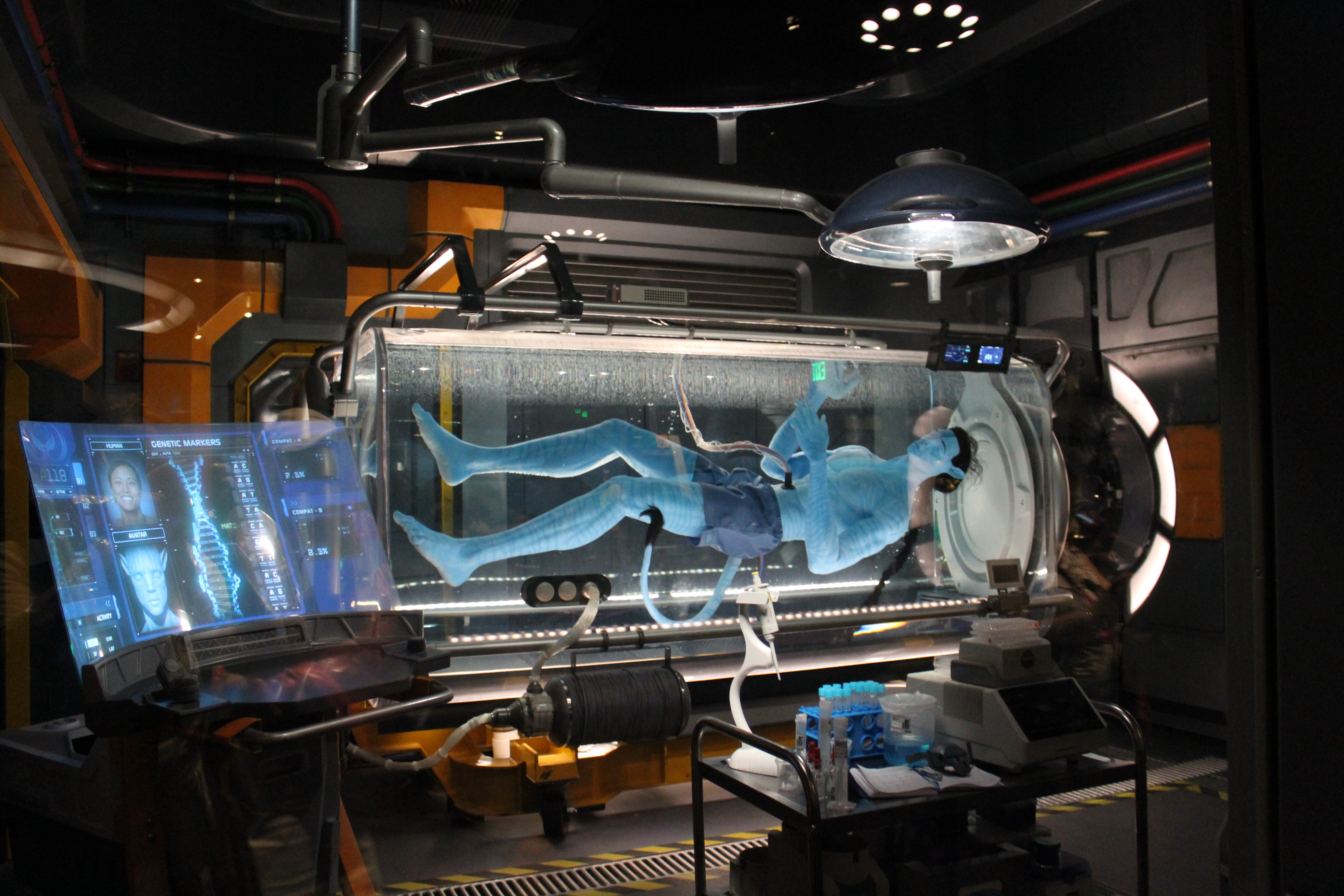
Animatronic in Disney's Animal Kingdom
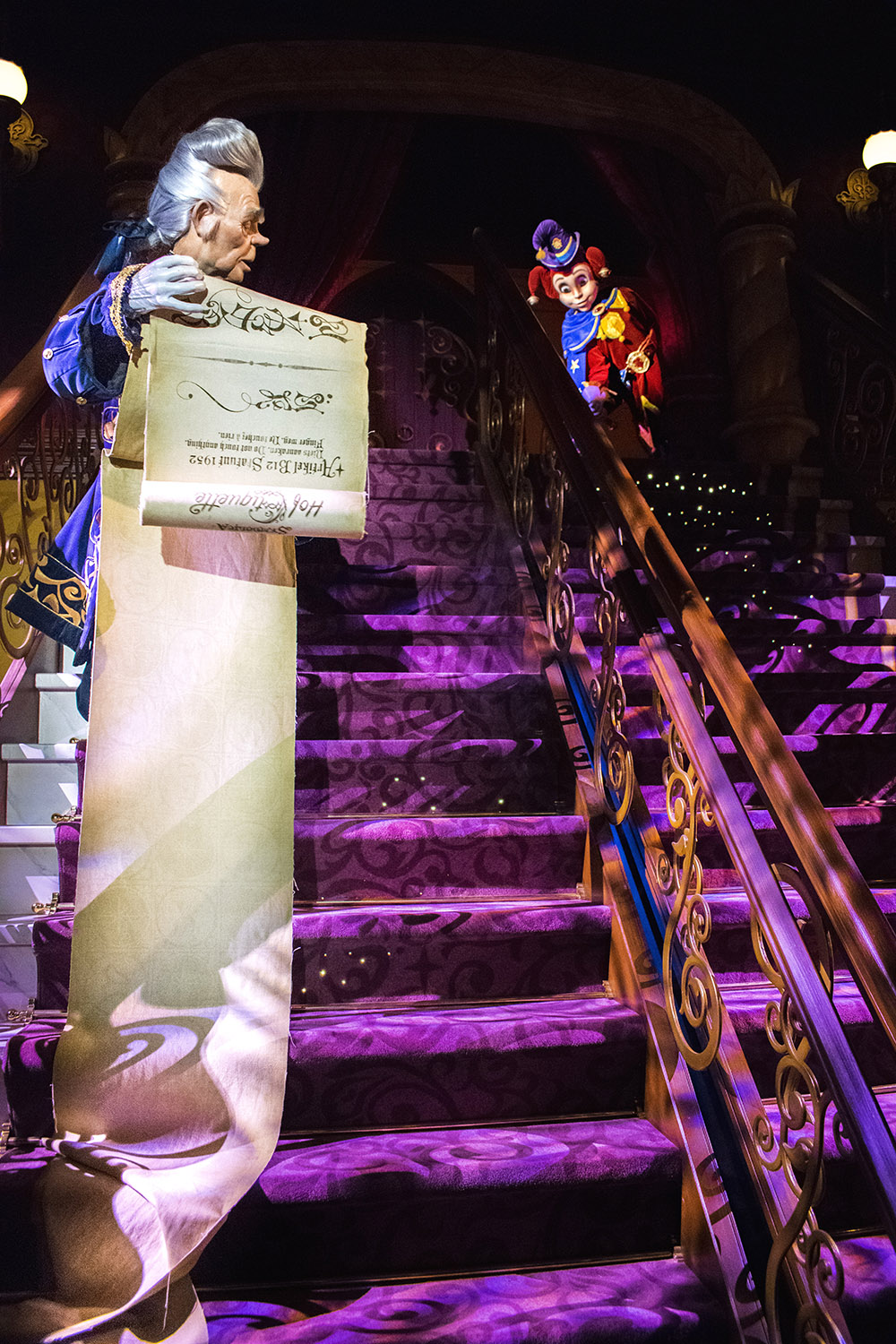
O.J. Punctuel en Pardoes in de voorshow van Symbolica

Categorie · Afbeeldingen